# Городечанська битва
Би́тва під Городе́чно — битва французько-російської війни 1812 року, яка відбулася 31 липня (12 серпня) 1812 в урочищі Висока Гора, за 2 км на південь від села Піддубно Кобринського повіту Гродненської губернії (зараз — Пружанський район Берестейської області). Вважається найбільшою битвою Наполеонівської епохи в західних землях Білорусі: з російського боку в ній брали участь 18 000 вояків, об'єднана австрійсько-саксонська армія налічувала близько 40 000 чоловік.

## Передісторія
15 (27) липня 1812 року російська Третя обсерваційна армія завдала поразки саксонській бригаді генерал-майора Генріха Кленгеля у битві під Кобрином і зайняла Городець, Малеч, Хомськ і Пружани. Шварценберг одержав наказ очолити всі війська цього регіону і відкинути армію Тормасова на Волинь. Австрійці форсували Ясельду, 27 липня (8 серпня) 1812 року розбили під Сигневичами загін Чапліца і посунули до Пружан.
29липня (10 серпня) 1812 року атакою набагато більших сил Шварценберг зумів вибити з міста війська під керівництвом графа Карла Лямберта і двічі вибивав їх із позицій, де ті намагалися закріпитися (під Клітним і Козиним Бродом). Нарешті, росіяни зупинилися біля Городечно, куди підійшли і основні сили генерала Олександра Тормасова.

## Сили сторін
Російське військо (близько 20 тис. осіб) розгорнулося на правому березі струмка Городечно (Дахловка) між селами Харки і Піддубно. Її позиція була доступна тільки по трьох гатях, які йшли через заболочену притоку Мухавця. Оболонь струмка поблизу Городечно і Піддубно та ліс на лівому фланзі Тормасов визнав непрохідними і залишив без прикриття. Тут став князь Сергій Каменський (хоча фактичним командиром був Олексій Щербатов), на правому фланзі — генерал-лейтенант Євген Марков. Сили Карла Лямберта перебували в резерві. У ході битви підійшов ще Павлоградський гусарський полк Юхима Чапліца. Таким чином, генерал від кавалерії Олександр Тормасов мав у розпорядженні 24 батальйони піхоти, 36 кавалерійських ескадронів, 35 сотень іррегулярної кавалерії і 84 гармати (всього близько 18 000 чоловік).
Австро-саксонська армія (близько 38 тис. осіб) розгорнулася на лівому березі Городечно. Дивізія австрійського фельдмаршал-лейтенанта Леопольда Траутенберга повинна була атакувати через гать на дорозі Пружани—Кобрин. За два кілометри на захід від Траутенберга, біля села Жабин (Мала Піддубна) розташувалася дивізія фельдмаршал-лейтенанта барона Вінцента Фереріюса Фрідріха Б'янкі. Супроти гатки у селі Піддубно стала дивізія фельдмаршал-лейтенанта барона Генріха Берзіни фон Зігенталя, 7-й саксонський корпус Реньє з двома австрійськими бригадами — навпроти лівого флангу росіян. Війська союзників налічували 40 батальйонів піхоти, 63 кавалерійські ескадрони і 114 гармат (всього близько 40 000 чоловік).

## Хід битви
З ранку 12 серпня частини саксонської 21-ї піхотної дивізії під керівництвом генерала К. Х. Лякока під прикриттям демонстративного наступу поблизу Піддубно увійшли в ліс старим шляхом Шерешево — Кобринь. Близько 10:00 ранку війська Реньє вийшли з лісу на узвишші вздовж Шерешевського шляху, намагаючись відрізати шляхи відступу на Кобрин, але були розсіяні кавалерією Лямберта.
Найзапекліший бій відбувався на висотах правого берега на південь від Піддубно. Тут атаки корпусу Шварценберга були підтримані австрійською піхотою з лівого берега, у другій половині дня ініціатива перейшла до саксонців. Тим не менш, росіяни відбили наступ артилерійським вогнем. Після обіду до них приєднався Павлоградський гусарський полк Ю. Чапліца.
Шварценберг, переконавшись у неминучості відступу росіян, перекинув на крайній правий фланг, у бік села Тевлі, свіжу кавалерійську бригаду генерала Ф. Фреліха, яка повинна була стати авангардом переслідування. Увечері російська армія, побоюючись за свій шлях відступу, відійшла до річки Стир у напрямку Кобрина. Загальна тривалість битви становила 14 годин.

## Наслідки
Відомості про втрати суперечливі: кожна сторона визначає свої збитки приблизно у 1,5 тис. душ, а втрати супротивника від 3 до 5 тис. Навколишні села: Піддубно, Жабин, Харки, Городечно — були зруйновані в результаті бойових дій, а жителі змушені були оселитися в інших селах або ховатися в лісі.
За Городечанську битву князь Шварценберг отримав звання фельдмаршала, генерали Реньє, Зарер фон Зар і Габленц — по ордену Почесного легіону. Австрійців імператор Наполеон також збирався нагородити цим орденом, але віденський двір відмовився від цього.
З російського боку всілякі нагороди за відзнаку у битві (ордени, золота зброя, відзнаки, підвищення, монарші благовоління) отримали 375 генералів і офіцерів, 223 унтер-офіцери і рядові.
1 (13) серпня наполеонівські війська зайняли Кобринь, 4 (16) серпня — Берестя та Дивин, 6 (18) — Малориту. В результаті російська армія повністю покинула територію Гродненської губернії, а стратегічний фланг і тил наполеонівської армії істотно зміцнилися.

## Пам'ять
Тіла загиблих у битві було поховано у братських могилах за кілометр на північний захід від Піддубно і біля Харків.
На зустрічах і в листуванні з гродненським губернатором генерал Тормасов неодноразово висловлював думки про необхідність вшанування пам'яті Городечанської битви. Було постановлено побудувати в Городечно православну церкву. Меценатом побудови виступив володар Городечно і Плянти Войтех Брунан Пусловський, а будівником — поміщик Шемет. Церкву було відкрито на свято Покрови 1825 року і вона дістала назву Свято-Покровської. Дванадцять колон храму символізували «12-й рік». Церква була зруйнована в радянський час, однак на початку 90-х років XX століття відновлена у первісному вигляді завдяки зусиллям громадськості.
На згадку про битву було збудовано ще кілька пам'ятників. 1912 року споруджено каплицю святого Олександра Невського «мужнім предкам, загиблих у битві під Городечно 1812 року 31 липня» (зруйнована в часи війни 1941-45), відновлена в 1990-му; У 1962 році до 150-річчя битви на 22-му кілометрі автодороги Р85 Слонім—Високе біля повороту на село Піддубно встановлено стелу заввишки 7 м.